# 霍穆托沃市镇
霍穆托沃市镇（俄语：Хомутовское муниципальное образование）是俄罗斯联邦伊尔库茨克州伊尔库茨克区所属的一个市镇。其下辖有6个居民点，行政中心为霍穆托沃。据2016年统计，该市镇的人口为16445人。